# Mitsubishi Lancer Evolution
Mitsubishi Lancer Evolution – sportowy samochód osobowy firmy Mitsubishi.
Pierwsza generacja Mitsubishi Lancera pojawiła się na rynku w 1973 roku, a w Europie w 1974 roku. Firma, zachęcona sukcesami większego brata Lancera – Galanta VR-4 na trasach rajdowych, w roku 1990 zdecydowała się na produkcję zupełnie nowego auta. W kwietniu 2014 roku producent ogłosił zakończenie produkcji, które ma przypaść na rok 2015. Możliwe jednak, że powstanie 11 generacja, która ma być hybrydą. Na razie niewiele wiadomo o Evo XI.

## Pierwsza generacja
Pierwszy, historyczny Lancer Evolution (EVO I) o nadwoziu oznaczonym jako CD9A pojawił się w 1992 roku. Był to samochód zaprojektowany jako baza dla przyszłej wersji rajdowej Lancera, dlatego wyprodukowano jedynie 5000 egzemplarzy. Lancer Evolution otrzymał 2-litrowy turbodoładowany silnik o oznaczeniu 4G63, podobny do montowanego w modelach Galant i Eclipse, lecz poddano go pewnym modyfikacjom, do których należało głównie podniesienie stopnia sprężania do 8,5:1 i zastosowanie dużego intercoolera, zamontowanego w przednim pasie. Dodatkowo wał korbowy, tłoki oraz korbowody różniły się od wcześniejszych wersji. Zaowocowało to uzyskaniem 250 koni mechanicznych (KM) przy 6000 obr./min. Zawieszenie przednie oparto na kolumnach MacPherson’a, zaś z tyłu zastosowano układ wielowahaczowy. Układ napędowy przeniesiono wprost z Galanta VR-4, pozostawiając wiskotyczne sprzęgło w środkowym i tylnym mechanizmie różnicowym o ograniczonym poślizgu.

### Dane techniczne

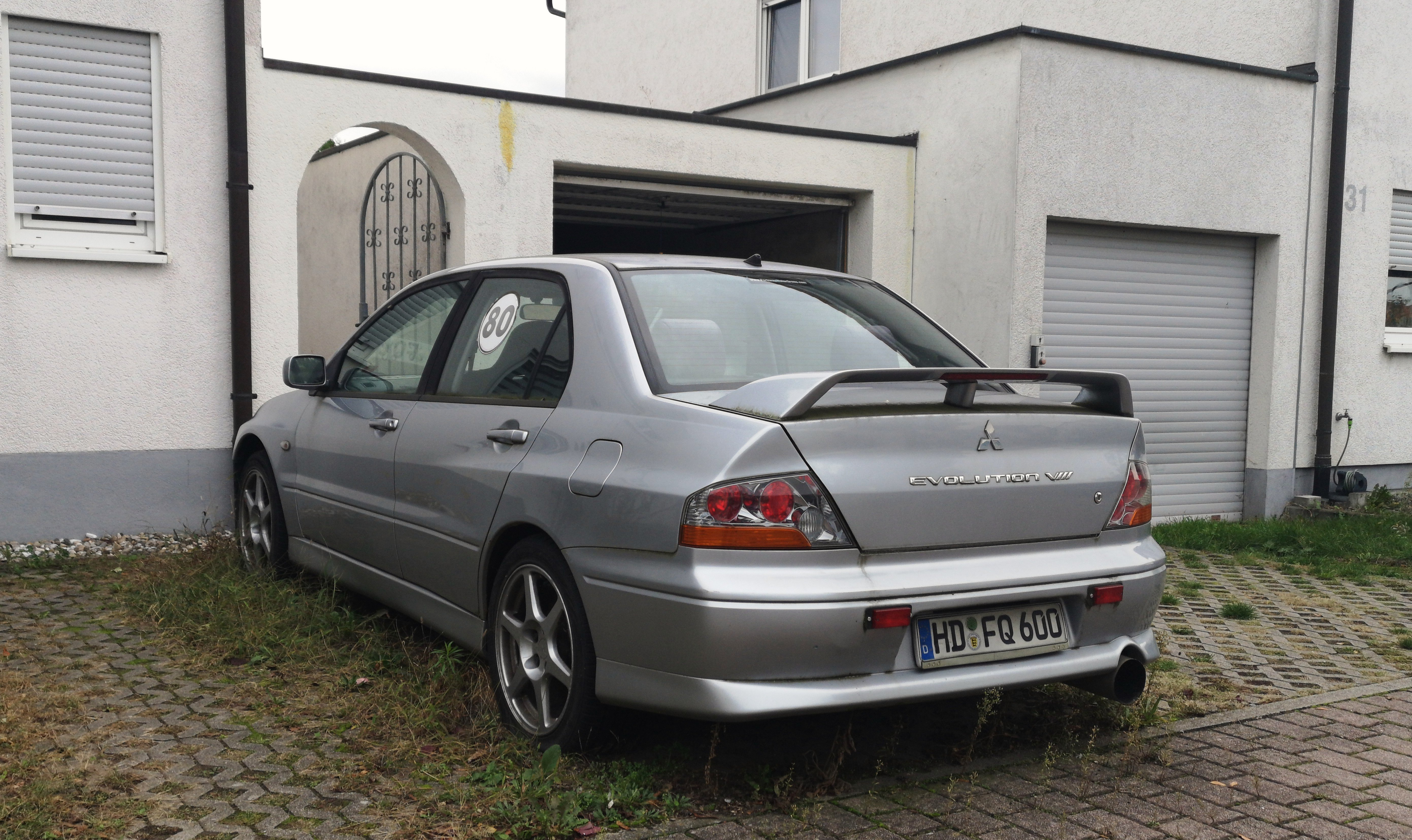
Mitsubishi Lancer Evolution VIII - tył pojazdu

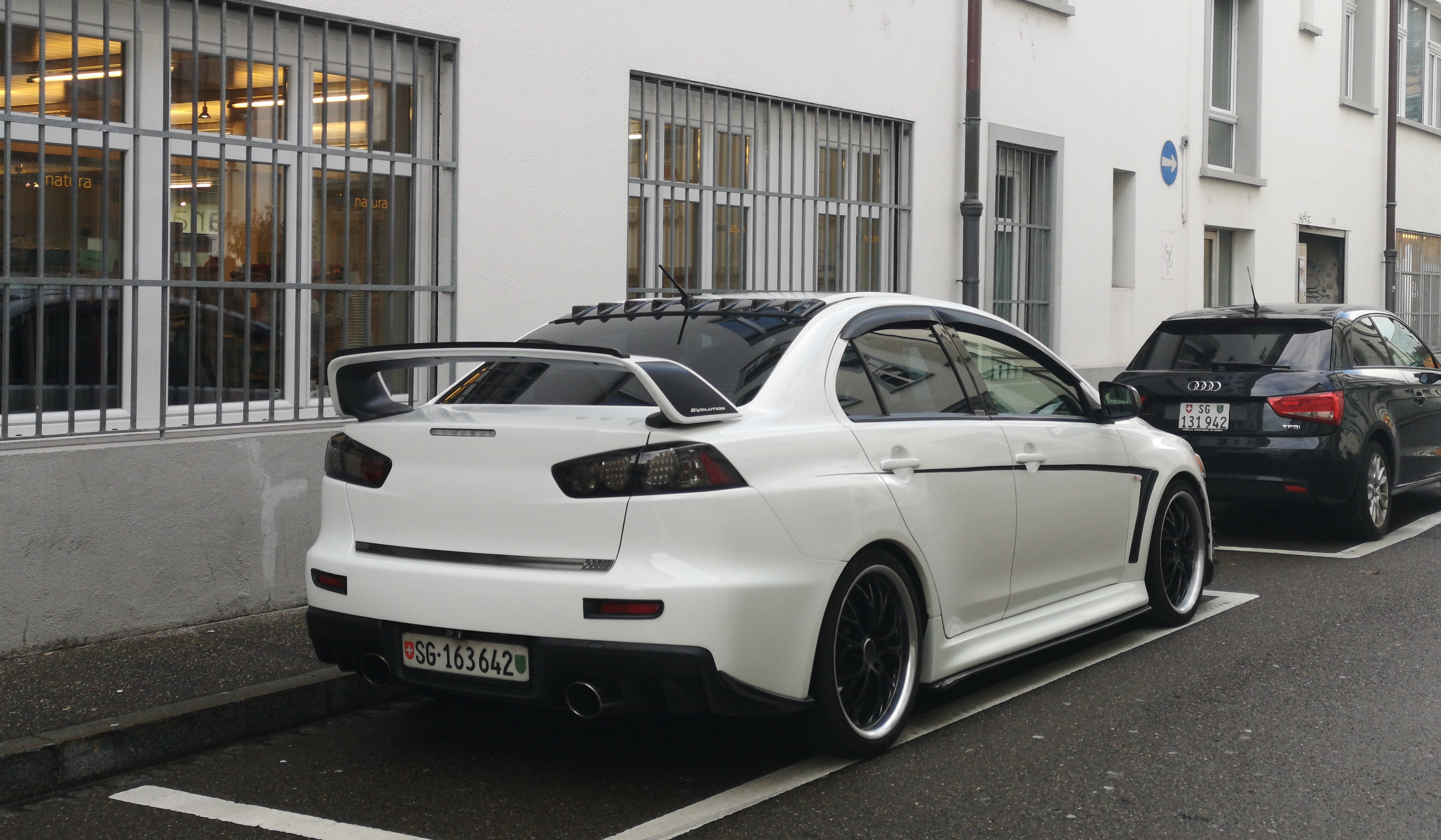
Mitsubishi Lancer Evolution X - tył pojazdu

| Wersja             | Silnik:                          | Układ zasilania:   | Średnica × skok tłoka: | St. sprężania:     | Moc maksymalna:                    | Maks. moment obrotowy      | 0–100 km/h:        | V-max:             |
| Silniki benzynowe: | Silniki benzynowe:               | Silniki benzynowe: | Silniki benzynowe:     | Silniki benzynowe: | Silniki benzynowe:                 | Silniki benzynowe:         | Silniki benzynowe: | Silniki benzynowe: |
| ------------------ | -------------------------------- | ------------------ | ---------------------- | ------------------ | ---------------------------------- | -------------------------- | ------------------ | ------------------ |
| 2.0 T              | R4 2,0 l (1997 cm³), DOHC, turbo | wtrysk EFi         | 85,00 × 88,00 mm       | 8,5:1              | 250 KM (184 kW) przy 6000 obr./min | 309 N·m przy 3000 obr./min | b.d.               | 180 km/h           |

## Druga generacja
Następna wersja – Lancer Evolution II (EVO II) – pojawiła się pod koniec 1993 roku. Wprowadzono niewielkie zmiany, skupiając się na poprawieniu własności trakcyjnych samochodu. Zmieniono nieco ustawienia zawieszenia, zastosowano większy rozmiar opon, zwiększając jednocześnie rozstaw kół i osi. Drobne zmiany w silniku wraz z podniesieniem ciśnienia doładowania spowodowały wzrost mocy do 260 KM.

### Dane techniczne
| Wersja             | Silnik:                          | Układ zasilania:   | Średnica × skok tłoka: | St. sprężania:     | Moc maksymalna:                    | Maks. moment obrotowy      | 0–100 km/h:        | V-max:             |
| Silniki benzynowe: | Silniki benzynowe:               | Silniki benzynowe: | Silniki benzynowe:     | Silniki benzynowe: | Silniki benzynowe:                 | Silniki benzynowe:         | Silniki benzynowe: | Silniki benzynowe: |
| ------------------ | -------------------------------- | ------------------ | ---------------------- | ------------------ | ---------------------------------- | -------------------------- | ------------------ | ------------------ |
| 2.0 T              | R4 2,0 l (1997 cm³), DOHC, turbo | wtrysk EFi         | 85,00 × 88,00 mm       | 8,5:1              | 260 KM (191 kW) przy 6000 obr./min | 309 N·m przy 3000 obr./min | b.d.               | 180 km/h           |

## Trzecia generacja
W wersji EVO III zastosowano nową turbosprężarkę o oznaczeniu TD05H-16G-7. Stopień sprężania podniesiono do 9.0:1.

### Dane techniczne
| Wersja             | Silnik:                          | Układ zasilania:   | Średnica × skok tłoka: | St. sprężania:     | Moc maksymalna:                    | Maks. moment obrotowy      | 0–100 km/h:        | V-max:             |
| Silniki benzynowe: | Silniki benzynowe:               | Silniki benzynowe: | Silniki benzynowe:     | Silniki benzynowe: | Silniki benzynowe:                 | Silniki benzynowe:         | Silniki benzynowe: | Silniki benzynowe: |
| ------------------ | -------------------------------- | ------------------ | ---------------------- | ------------------ | ---------------------------------- | -------------------------- | ------------------ | ------------------ |
| 2.0 T              | R4 2,0 l (1997 cm³), DOHC, turbo | wtrysk EFi         | 85,00 × 88,00 mm       | 9,0:1              | 270 KM (198 kW) przy 6250 obr./min | 309 N·m przy 3000 obr./min | b.d.               | 180 km/h           |

## Czwarta generacja
W wersji Evo IV nastąpiło zwiększenie wagi. Uzyskano stopień sprężania 8,8:1. W stosunku do poprzednich wersji Lancer EVO IV posiadał o wiele większą moc – 280 KM. Od tej wersji konstruktorzy Mitsubishi postanowili wprowadzać nowe wersje Lancera Evo na rynek cywilny.

### Dane techniczne
| Wersja             | Silnik:                          | Układ zasilania:   | Średnica × skok tłoka: | St. sprężania:     | Moc maksymalna:                    | Maks. moment obrotowy      | 0–100 km/h:        | V-max:             |
| Silniki benzynowe: | Silniki benzynowe:               | Silniki benzynowe: | Silniki benzynowe:     | Silniki benzynowe: | Silniki benzynowe:                 | Silniki benzynowe:         | Silniki benzynowe: | Silniki benzynowe: |
| ------------------ | -------------------------------- | ------------------ | ---------------------- | ------------------ | ---------------------------------- | -------------------------- | ------------------ | ------------------ |
| 2.0 T              | R4 2,0 l (1997 cm³), DOHC, turbo | wtrysk EFi         | 85,00 × 88,00 mm       | 8,8:1              | 280 KM (206 kW) przy 6500 obr./min | 353 N·m przy 3000 obr./min | 5.1                | 180 km/h           |

## Piąta generacja
W wersji Evo V auto zostało wydłużone o 75 mm – o 35 mm z tyłu i o 40 mm z przodu. Otrzymało nowe, aluminiowe felgi o rozmiarze 17 cali, zwiększono rozmiar turbosprężarki do 10,5 cm, a cylindry zwiększono o 0,3 mm. Wciąż jednak trzymano się zasad klasy – silnik nie miał pojemności większej niż 2000 cm³. Ze względu na zmiany masa auta zwiększyła się o parę kilogramów.

### Dane techniczne
| Wersja             | Silnik:                          | Układ zasilania:   | Średnica × skok tłoka: | St. sprężania:     | Moc maksymalna:                    | Maks. moment obrotowy      | 0–100 km/h:        | V-max:             |
| Silniki benzynowe: | Silniki benzynowe:               | Silniki benzynowe: | Silniki benzynowe:     | Silniki benzynowe: | Silniki benzynowe:                 | Silniki benzynowe:         | Silniki benzynowe: | Silniki benzynowe: |
| ------------------ | -------------------------------- | ------------------ | ---------------------- | ------------------ | ---------------------------------- | -------------------------- | ------------------ | ------------------ |
| 2.0 T              | R4 2,0 l (1997 cm³), DOHC, turbo | wtrysk EFi         | 85,00 × 88,00 mm       | 8,8:1              | 280 KM (206 kW) przy 6500 obr./min | 373 N·m przy 3000 obr./min | 4,7 s              | 237 km/h           |

## Szósta generacja
W wersji EVO VI lekko zmieniono układ chłodzenia, powiększono intercooler. Mimo to producenci Mitsubishi nie mówili o zmianie mocy. W silniku Lancera EVO VI pierwszy raz na świecie zastosowano tytanowo-aluminiowe koło turbosprężarki. Znany w Europie jako Mitsubishi Carisma GT.

### Dane techniczne
| Wersja             | Silnik:                          | Układ zasilania:   | Średnica × skok tłoka: | St. sprężania:     | Moc maksymalna:                    | Maks. moment obrotowy      | 0–100 km/h:        | V-max:             |
| Silniki benzynowe: | Silniki benzynowe:               | Silniki benzynowe: | Silniki benzynowe:     | Silniki benzynowe: | Silniki benzynowe:                 | Silniki benzynowe:         | Silniki benzynowe: | Silniki benzynowe: |
| ------------------ | -------------------------------- | ------------------ | ---------------------- | ------------------ | ---------------------------------- | -------------------------- | ------------------ | ------------------ |
| 2.0 T              | R4 2,0 l (1997 cm³), DOHC, turbo | wtrysk EFi         | 85,00 × 88,00 mm       | 8,8:1              | 280 KM (206 kW) przy 6500 obr./min | 373 N·m przy 3000 obr./min | 4,4 s              | 241 km/h           |

## Siódma generacja
W roku 2001 zostaje wprowadzona wersja EVO VII. Model bazował na nowej płycie podłogowej pochodzącej z Lancera Cedia, lecz większej o jeden rozmiar od poprzedniej. Dodano układy sterownicze ACD i AYC, które były sterowane jednym chipem – zapewniało to mniejszą podsterowność auta. Zwiększono intercooler o 20 mm. Waga zwiększyła się o kilkanaście kilogramów.

### Dane techniczne
| Wersja             | Silnik:                          | Układ zasilania:   | Średnica × skok tłoka: | St. sprężania:     | Moc maksymalna:                    | Maks. moment obrotowy      | 0–100 km/h:        | V-max:             |
| Silniki benzynowe: | Silniki benzynowe:               | Silniki benzynowe: | Silniki benzynowe:     | Silniki benzynowe: | Silniki benzynowe:                 | Silniki benzynowe:         | Silniki benzynowe: | Silniki benzynowe: |
| ------------------ | -------------------------------- | ------------------ | ---------------------- | ------------------ | ---------------------------------- | -------------------------- | ------------------ | ------------------ |
| 2.0 GSR            | R4 2,0 l (1997 cm³), DOHC, turbo | wtrysk EFi         | 85,00 × 88,00 mm       | 8,8:1              | 280 KM (206 kW) przy 6500 obr./min | 383 N·m przy 3500 obr./min | 4,8 s              | 253 km/h           |
| 2.0 RS             | R4 2,0 l (1997 cm³), DOHC, turbo | wtrysk EFi         | 85,00 × 88,00 mm       | 8,8:1              | 284 KM (209 kW) przy 6500 obr./min | 383 N·m przy 3500 obr./min | b.d.               | b.d.               |
| 2.0 GTA            | R4 2,0 l (1997 cm³), DOHC, turbo | wtrysk EFi         | 85,00 × 88,00 mm       | 8,8:1              | 272 KM (200 kW) przy 6500 obr./min | 343 N·m przy 3500 obr./min | b.d.               | b.d.               |

## Ósma generacja
Kolejna generacja, czyli EVO VIII została wprowadzona w roku 2004. Moc pozostała taka sama – około 280 KM. Na bazie modelu EVO VIII powstały odmiany oznaczone MR i FQ, które miały silniki o mocach dochodzących nawet do 400 KM oraz wersja RS, mająca standardowe 280 KM, która była „odchudzona” i stanowiła bazę do budowy samochodu rajdowego.

### Dane techniczne
| Wersja             | Silnik:                          | Układ zasilania:   | Średnica × skok tłoka: | St. sprężania:     | Moc maksymalna:                    | Maks. moment obrotowy      | 0–100 km/h:        | V-max:             |
| Silniki benzynowe: | Silniki benzynowe:               | Silniki benzynowe: | Silniki benzynowe:     | Silniki benzynowe: | Silniki benzynowe:                 | Silniki benzynowe:         | Silniki benzynowe: | Silniki benzynowe: |
| ------------------ | -------------------------------- | ------------------ | ---------------------- | ------------------ | ---------------------------------- | -------------------------- | ------------------ | ------------------ |
| 2.0 260            | R4 2,0 l (1997 cm³), DOHC, turbo | wtrysk EFi         | 85,00 × 88,00 mm       | 8,8:1              | 265 KM (195 kW) przy 6500 obr./min | 355 N·m przy 3500 obr./min | 6,1 s              | 245 km/h           |
| 2.0 FQ300          | R4 2,0 l (1997 cm³), DOHC, turbo | wtrysk EFi         | 85,00 × 88,00 mm       | 8,8:1              | 304 KM (224 kW) przy 6200 obr./min | 407 N·m przy 4500 obr./min | 4,9 s              | 253 km/h           |
| 2.0 FQ330          | R4 2,0 l (1997 cm³), DOHC, turbo | wtrysk EFi         | 85,00 × 88,00 mm       | 8,8:1              | 335 KM (246 kW) przy 6800 obr./min | 413 N·m przy 5000 obr./min | 4,7 s              | 253 km/h           |
| 2.0 MR FQ300       | R4 2,0 l (1997 cm³), DOHC, turbo | wtrysk EFi         | 85,00 × 88,00 mm       | 8,8:1              | 309 KM (227 kW) przy 6788 obr./min | 400 N·m przy 3500 obr./min | b.d.               | 253 km/h           |
| 2.0 MR FQ320       | R4 2,0 l (1997 cm³), DOHC, turbo | wtrysk EFi         | 85,00 × 88,00 mm       | 8,8:1              | 331 KM (243 kW) przy 6600 obr./min | 415 N·m przy 4500 obr./min | b.d.               | 253 km/h           |
| 2.0 MR FQ340       | R4 2,0 l (1997 cm³), DOHC, turbo | wtrysk EFi         | 85,00 × 88,00 mm       | 8,8:1              | 350 KM (257 kW) przy 6750 obr./min | 435 N·m przy 4895 obr./min | b.d.               | 253 km/h           |
| 2.0 MR FQ400       | R4 2,0 l (1997 cm³), DOHC, turbo | wtrysk EFi         | 85,00 × 88,00 mm       | 8,8:1              | 411 KM (302 kW) przy 6400 obr./min | 474 N·m przy 5500 obr./min | 3,8 s              | 282 km/h           |
| 2.0 RS             | R4 2,0 l (1997 cm³), DOHC, turbo | wtrysk EFi         | 85,00 × 88,00 mm       | 8,8:1              | 280 KM (206 kW) przy 6500 obr./min | 392 N·m przy 3500 obr./min | b.d.               | b.d.               |

## Dziewiąta generacja
W roku 2006 na rynku pojawiła się następna wersja – Mitsubishi Lancer Evolution IX (EVO IX). W nowym modelu zastosowano mocniejszy silnik po raz pierwszy z systemem zmiennych faz rozrządu MiVEC, 6-stopniową skrzynię biegów, zawieszenie marki Kayaba, aluminiowe obręcze firmy Enkei, a także obniżono masę pojazdu, ulepszono właściwości aerodynamiczne oraz system chłodzenia. Poprawiono osiągi auta – dla 280-konnego silnika prędkość 100 km/h uzyskano w 5,7 sekundy, a prędkość maksymalną pojazdu ograniczono elektronicznie do 250 km/h. Zmiany stylistyczne obejmują nowy przedni zderzak z grillem, nowy tylny zderzak z dyfuzorem, delikatnie zmieniony carbonowy spoiler na tylnej klapie oraz czarne tylne lampy z całkowicie przezroczystym kloszem. Zmiany wnętrza objęły nowe fotele obszyte czarną alcantarą i czarną skórą, kierownicę całą w kolorze czarnym, elementy ozdobne deski rozdzielczej z włókna węglowego, oraz nowy, niżej umieszczony panel sterowania klimatyzacją.
W Japonii produkowane były na cały świat 3 wersje:
- Lancer Evolution IX RS (Rally Sport), to wersja pozbawiona systemu stereo, wygłuszeń pojazdu, klimatyzacji, centralnego zamka, elektrycznych szyb, a nawet warstwy antykorozyjnej lakieru w celu zmniejszenia wagi. Jako jedyna wersja ma 5-biegową skrzynię biegów Jest to wersja stworzona do przebudowy na auta rajdowe,
- Lancer Evolution IX GSR (Grand Sport Rally) wersja podstawowa,
- Lancer Evolution IX GSR SE (Special Edition) mają dodatkowo w standardzie centralny zamek, tylną wycieraczkę, oraz lepsze wygłuszenie wnętrza,
- Lancer Evolution IX MR (Mitsubishi Racing) oprócz tego co wersji SE dodatkowo znalazły się tu lżejsze aluminiowy dach, maska i klapa bagażnika, zainstalowany został poprawiający aerodynamikę ‘Vortex Generator’, czyli generator wirów powietrznych wyglądający jak malutkie rekinie płetwy na tylnej części dachu (stąd popularna nazwa ‘Shark Fins’), zawieszenie marki Bilstein, oraz koła firmy BBS.

Na polski rynek wprowadzono dwie wersje wyposażenia P01 (odpowiednik wersji GSR) oraz P03 (odpowiednik wersji SE dodatkowo z zawieszeniem Bilstein i kołami BBS z wersji MR).
Do obu wersji wyposażeniowych dostępne były również specjalne pakiety poprawiające osiągi auta:
– Lancer Evolution IX GT300 (moc 305 KM moment obrotowy 403 N·m)
– Lancer Evolution IX GT340 (moc 340 KM moment obrotowy 430 N·m)
W związku z dużym zainteresowaniem wzmocnionymi wersjami w 2007 roku stworzony został jeszcze mocniejszy pakiet GT360 (360 KM 440 N·m). W tym samym roku powstała również super-ekskluzywna, limitowana do zaledwie 10 egzemplarzy wersja Mitsubishi Lancer Evolution IX GT400 Extreme, która poza niesamowitą mocą 395 KM i momentem obrotowym 500 N·m generowaną z zaledwie 2-litrowego silnika, wyposażona jest elektronicznie sterowane zawieszenie firmy Tein, limitowane kute felgi firmy Ralliart R01, limitowaną dokładkę zderzaka firmy Ralliart z włókna węglowego, ksenonowe światła (nie występujące seryjnie w żadnej innej wersji), zestaw wyścigowych hamulców firmy Stoptech, oraz wiele innych dodatków poprawiających zarówno komfort jazdy oraz i osiągi. Mitsubishi Lancer Evloution IX GT400 Extreme do 100 km/h przyspiesza w czasie poniżej 4 sekund.

### Dane techniczne
| Wersja                     | Silnik:                          | Układ zasilania:   | Średnica × skok tłoka: | St. sprężania:     | Moc maksymalna:                    | Maks. moment obrotowy      | 0–100 km/h:        | V-max:                                |
| Silniki benzynowe:         | Silniki benzynowe:               | Silniki benzynowe: | Silniki benzynowe:     | Silniki benzynowe: | Silniki benzynowe:                 | Silniki benzynowe:         | Silniki benzynowe: | Silniki benzynowe:                    |
| -------------------------- | -------------------------------- | ------------------ | ---------------------- | ------------------ | ---------------------------------- | -------------------------- | ------------------ | ------------------------------------- |
| Evolution IX GSR/SE/MR     | R4 2,0 l (1997 cm³), DOHC, turbo | wtrysk EFi         | 85,00 × 88,00 mm       | 8,8:1              | 280 KM (206 kW) przy 6500 obr./min | 355 N·m przy 3500 obr./min | 5,7 s              | 250 km/h (ograniczona elektronicznie) |
| Evolution IX GT300         | R4 2,0 l (1997 cm³), DOHC, turbo | wtrysk EFi         | 85,00 × 88,00 mm       | 8,8:1              | 305 KM (224 kW)                    | 403 N·m                    | 5,2 s              |                                       |
| Evolution IX GT340         | R4 2,0 l (1997 cm³), DOHC, turbo | wtrysk EFi         | 85,00 × 88,00 mm       | 8,8:1              | 340 KM (250 kW)                    | 440 N·m                    | 4,5 s              |                                       |
| Evolution IX GT360         | R4 2,0 l (1997 cm³), DOHC, turbo | wtrysk EFi         | 85,00 × 88,00 mm       | 8,8:1              | 360 KM (264 kW)                    | 450 N·m                    | 4,3 s              |                                       |
| Evolution IX GT400 Extreme | R4 2,0 l (1997 cm³), DOHC, turbo | wtrysk EFi         | 85,00 × 88,00 mm       | 8,8:1              | 395 KM (290 kW)                    | 500 N·m                    | 3,8 s              |                                       |

## Dziesiąta generacja
Pod koniec 2007 roku pojawiła się nowa, dziesiąta generacja modelu Lancer Evolution. Firma Mitsubishi wprowadziła zmianę nazwy samochodu, z której usunięta została liczba – najnowsza wersja, inaczej niż poprzednie, nie nazywa się Lancer EVO X, a po prostu Lancer EVO (nie dotyczy to Japonii i Wielkiej Brytanii – tam pozostawiono „X”). Nowy model cechuje się zwiększoną masą, większym komfortem jazdy i lepszym wyposażeniem do wyboru. Według różnych źródeł silnik osiąga moc od 295 do 400 KM. Na rynku są dostępne wersje GSR MT, GSR MT (GT 350), MR SST oraz FQ-400 i FQ-440 (przeznaczona wyłącznie na rynek brytyjski) – posiadające odpowiednio 295, 360, 295 oraz 400 KM. W kwietniu 2014 koncern Mitsubishi Motors zapowiedział koniec produkcji. Przez 22 lata sprzedano około 250 000 egzemplarzy: 92 000 w Japonii i 154 000 na pozostałych rynkach. Możliwe, że Evo X nie jest ostatnią generacją tego auta, ale o nowej generacji niewiele wiadomo. Prawdopodobnie będzie to hybryda.

### Dane techniczne
| Wersja                      | Pojemność silnika: | Moc maksymalna:        | Maks. moment obrotowy:  | Przyspieszenie(0-100km/h): | Maksymalna prędkość: |
| Silniki benzynowe:          | Silniki benzynowe: | Silniki benzynowe:     | Silniki benzynowe:      | Silniki benzynowe:         | Silniki benzynowe:   |
| --------------------------- | ------------------ | ---------------------- | ----------------------- | -------------------------- | -------------------- |
| 2.0 MIVEC 5 MT              | 2,0 l (1998 cm³)   | 295 KM / 6500 obr./min | 366 N·m / 3500 obr./min | 4,8 sek.                   | 240 km/h             |
| 2.0 GT360 MIVEC 5 MT        | 2,0 l (1998 cm³)   | 360 KM / 6500 obr./min | 460 N·m                 | 4,4 sek.                   | b.d.                 |
| 2.0 TC-SST MIVEC 6 AT       | 2,0 l (1998 cm³)   | 295 KM / 6500 obr./min | 366 N·m / 3500 obr./min | 4,9 sek.                   | 242 km/h             |
| 2.0 TC-SST GT330 MIVEC 6 AT | 2,0 l (1998 cm³)   | 330 KM / 6500 obr./min | 430 N·m                 | 4,8 sek.                   | b.d.                 |